# Система повторения старой дорожной разметки «ЛИС»
Система повторения старой дорожной разметки «ЛИС» — интеллектуальная система повторения старой дорожной разметки. Она повторяет осевые и краевые линии разметки в любой последовательности, в режиме непрерывного движения. Данная технология является первой в мире интеллектуальной системой, примененной в промышленных масштабах.
Изначально разработками занимались сотрудники Центра конструкторско-технологического обслуживания магистралей (АНМСТ) Калифорнийского университета США.

## Принцип работы
Система используется совместно с дорожными машинами разметочного типа.
«ЛИС» определяет расположение старой дорожной разметки и обрабатывает его в центральном блоке управления. Координаты определяются при помощи высокоскоростного лазерного сканера и датчика перемещения.
Система распознает одну и две полосы старой дорожной разметки шириной от 50 до 300 мм с помощью интеллектуального лазерного сканера, в диапазоне 600 мм. После чего машина автоматически наводит одну или две пары покрасочных пистолетов на полосы старой разметки с помощью высокочастотного линейного привода. Точность наведения — до 10 мм.
Использование такой техники позволяет ускорить нанесение повторной разметки в 1,5-2 раза. Это также позволяет снизить аварийность таких работ и их стоимость.

## Технические характеристики
Рабочая скорость нанесения разметки — 3км/ч — 30км/ч.
Работает при износе старой разметки до 70 %.
Не реагирует на остатки предыдущих разметок или иные белые пятна длиной менее 20 см.
Работает в дневное и ночное время.

## Перспективы развития
В планах разработчиков — дополнить систему высококачественным приемником и антенной GPS/ГЛОНАСС. Это позволит наносить разметку при отсутствии старой, а также сделает разметочную машину автопилотируемой.